# Adler M 250
Das Modell Adler M 250 ist ein Motorrad der Adlerwerke aus Frankfurt am Main.

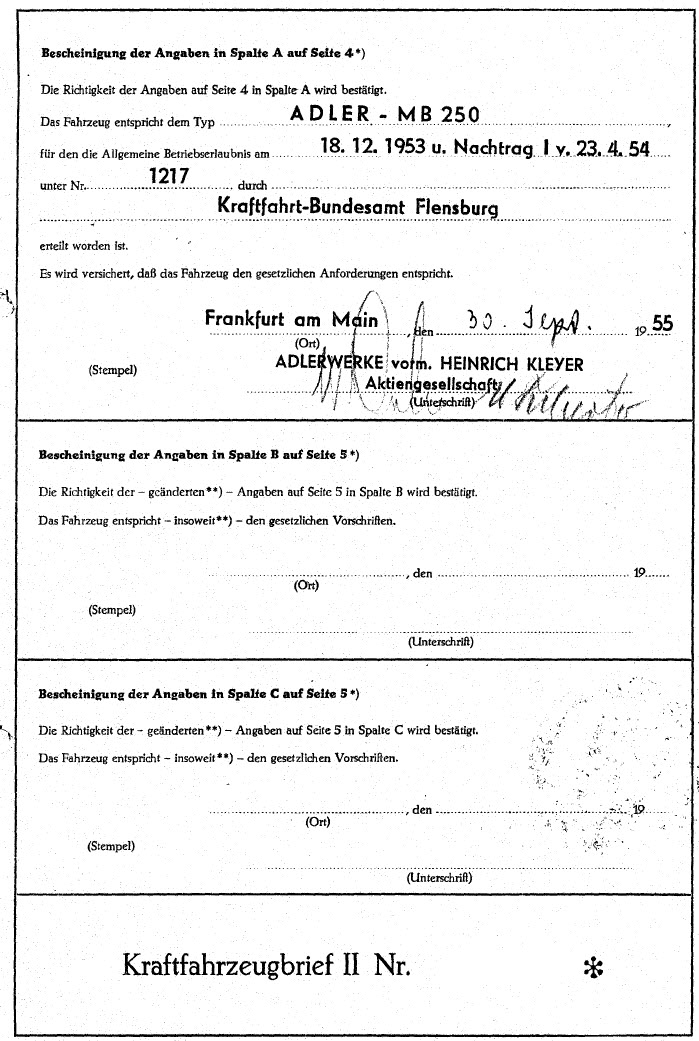
Kraftfahrzeugbrief Seite 6 Adler MB 250 BJ 1955

## Modellgeschichte
Vorläufer der Adler M 250 war die Adler M 200, die bis 1955 parallel gebaut wurde. Die letzten Modelle der M 250 bzw. MB 250 waren 1957 Favorit und Sprinter. 1958 endete die Motorradproduktion der Adlerwerke. Außer für die Straße baute Adler die 250er als Adler-Sixdays für Zuverlässigkeitsfahrten, die Spezialmaschine Adler-Motocross mit zunächst 20 PS bei 6400/min und das Rennmotorrad RS 250 mit anfangs 26 PS, letzteres sowohl mit luft- als auch mit wassergekühltem Motor. Die RS wurde nach dem Ende der Produktion in den Adlerwerken von Rennmechanikern und Fahrern weiterentwickelt, zuletzt mit einer Motorleistung von 36 PS bei 8700/min.

## Motor
Der Motor ist ein quer eingebauter luftgekühlter Zweizylinder-Zweitaktmotor mit 180° Kurbelversatz und Umkehrspülung. Das Verdichtungsverhältnis von 5,75 : 1 wurde bei der MB 250 S zwecks Leistungssteigerung auf 6,6 : 1 erhöht; der 18-PS-Motor der MB 250 S hat geänderte Auslassschlitze und 16 Gramm leichtere geschmiedete Kolben mit nur zwei Kolbenringen anstelle der 206 Gramm schweren gegossenen 3-Ring-Kolben des 16-PS-Motors. Das Mischungsverhältnis von Öl und Benzin beträgt 1 : 25.
Die MB 250 ist mit einer 6-Volt-Elektrik ausgerüstet. Die Zündkerzen hatten einen Wärmewert 225 bis 240 – nach Bosch-Systematik – und einen Elektrodenabstand von 0,6 bis 0,7 mm; der 18-PS-Motor benötigt 280er Zündkerzen.

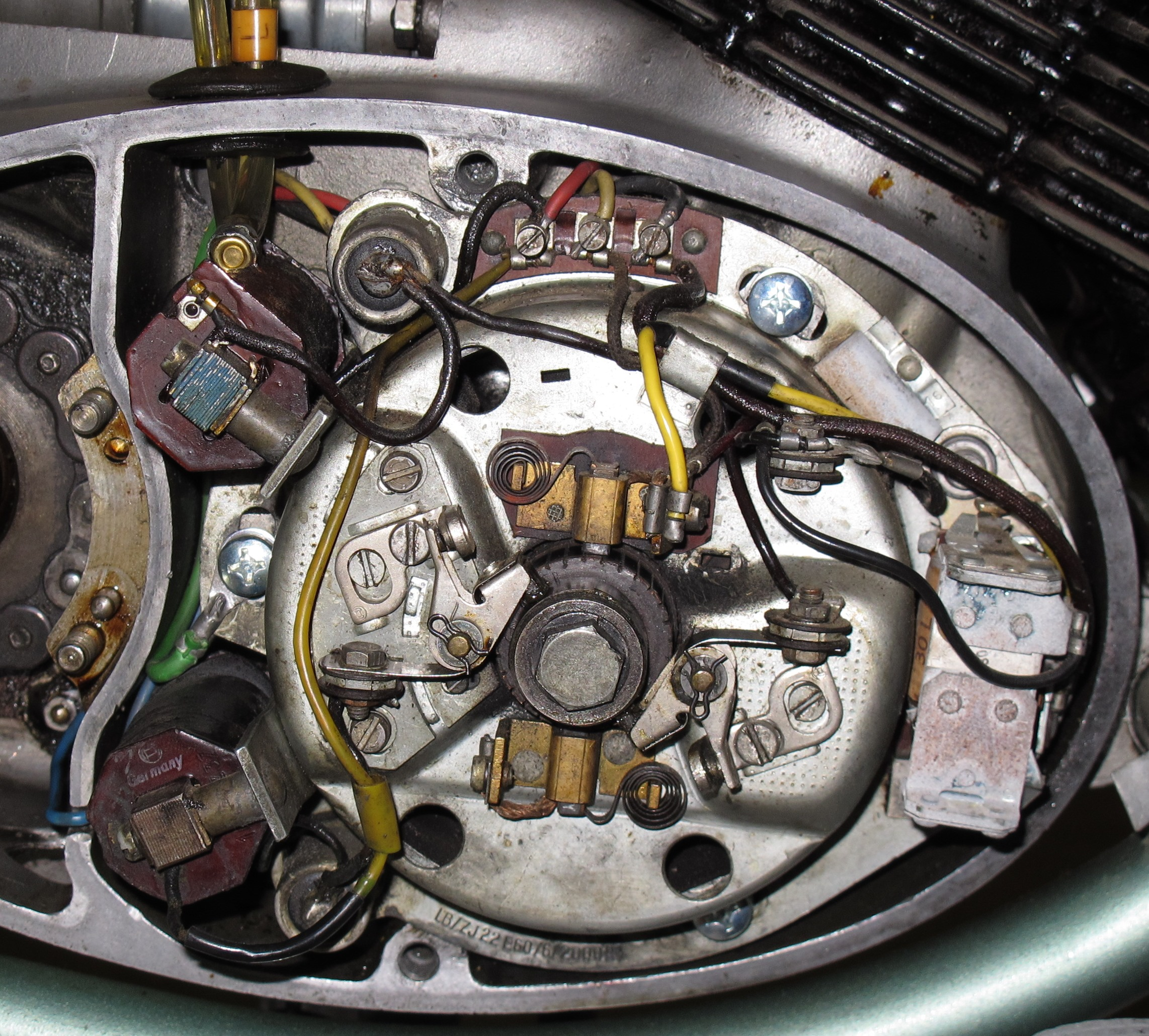
Lichtmaschine Bosch LB/ZJ22E60/6/20000R1 einer Adler MB 250, Baujahr 1955

Die Lichtmaschine, die Zündanlage mit jeweils zwei Unterbrechern, Kondensatoren und Zündspulen sind gekapselt. Der Rotor sitzt auf der Kurbelwelle. Rechts ist der Spannungsregler angebracht. Das Signalhorn ist an der linken Seite in einer Blechklappe, etwa unterhalb des Fahrersitzes, montiert.

## Getriebe
Motor, Kupplung, Getriebe und Lichtmaschine der Modellreihe M 250 bis Favorit sind in einem gemeinsamen Gehäuse zusammengefasst. Die Kupplung sitzt auf der Kurbelwelle, kommt also mit relativ geringen Federdrücken und Betätigungskräften aus. Das klauengeschaltete Getriebe hat einen Primärantrieb mit schräg verzahnten Stirnrädern. Es hat Fußschaltung mit dem Schaltschema 0-1-2-3-4 (Leerlauf ganz unten, von einer Signallampe angezeigt), bezogen auf den einarmigen Schalthebel. Zum Teil wurden die Motorräder auch mit Schaltwippe gebaut. Der Ölinhalt des Getriebes beträgt 1,2 l Motorenöl SAE 20.

## Fahrwerk
Die Adler M 250 und die folgenden Serien hatten einen seitenwagentauglichen Doppelrohrrahmen, eine Vorderradgabel mit geschobener Kurzschwinge und hinten bis 1956 eine Geradwegfederung mit hydraulischer Dämpfung und 50 mm Federweg. Zunächst reichten die Holme der Vorderradgabel bis unter den Lenker und waren mit zwei Gabelbrücken verbunden; die Gabel hatte Wickelbandfederung und Reibungsdämpfer. Ab Ende 1953 baute Adler die von Jan Friedrich Drkosch konstruierte MB-Gabel mit Schraubenfedern und hydraulischer Dämpfung; die Gabelrohre dieser auch als „Schwinghebelgabel“ bezeichneten Gabel endeten unterhalb des Lenkkopfes und waren dort mit einer gegossenen Gabelbrücke verbunden, daher war diese Gabel aufwendig zu fertigen. Der Lenkkopf wurde höher angebracht, um groß gewachsenen Fahrern eine angenehme Sitzposition zu ermöglichen. Alle M- und MB-Modelle haben einen einstellbaren Reibungslenkungsdämpfer. Die Bremsankerplatte wurde zur Bremsmomentaufnahme mit einem zusätzlichen Lenker an der Gabel abgestützt. Dies unterdrückte das „Aufrichten“ des Motorrades beim Bremsen. Neu bei Favorit und Sprinter war außerdem die Hinterradschwinge mit Federbeinen. Die Hinterradfederung aller Modelle ließ sich von Hand für Solo- oder Soziusbetrieb einstellen. Durch die Hinterradschwinge verlängerte sich der Radstand gegenüber der MB 250 von 1260 mm um 75 mm auf 1335 mm; die M 250 hatte einen Radstand von 1225 mm. Die Reifengröße der Adler Sprinter beträgt 3,25–18 vorn und hinten, bei der Adler-Favorit sind es 3,25–16 vorn und 3,50–16 hinten. Die Vollnabenbremsen haben einen Trommeldurchmesser von 180 mm und eine Bremsbelagbreite von 30 mm.

## Ausstattung
Die Motorräder waren in den Farben Schwarz oder Grün und zuletzt auch Blau erhältlich. Das Bordwerkzeug aus Chrom-Vanadium Stahl war bei den Modellen vor 1957 in einem Kasten im Tank untergebracht, danach in einem Kasten rechts neben dem Hinterrad. Ältere M-Tanks haben zwei Verschlussdeckel. Alle M- und MB-Modelle haben einen verstellbaren Lenker. Es gab im Laufe der etwa fünfjährigen Bauzeit außer den Modellen für den Sport fünf Varianten, die sich geringfügig bezüglich Ausstattung und Leistung unterschieden, und eine 280-cm³-Exportversion MB 280 für Österreich mit 18 PS. Gegen Aufpreis waren die Modelle M 250, MB 250 und MB 250 S mit hochgezogener Auspuffanlage lieferbar.

## Adler-Sixdays
Von der Adler-Sprinter wurde das werksintern als MBS 250 G bezeichnete Geländemotorrad Adler-Sixdays abgeleitet, wobei der Motor der gleiche wie im Serienmodell blieb. Ansonsten unterscheidet sich die Maschine in erster Linie durch eine größere Bodenfreiheit, erreicht durch ein 19-Zoll-Vorderrad mit 3,00–19-Bereifung und eine geänderte Vordergabel mit zusätzlichen langhubigen Federbeinen vor den Gabelrohren. Hinten blieb es beim 18-Zoll-Rad, allerdings mit 3,50–18-Geländebereifung. Ansonsten hatte die Maschine einen hohen Geländelenker, höhergelegte Schutzbleche, einen Werkzeugkasten auf dem Tank, vor dem Scheinwerfer ein Schutzgitter gegen Steinschlag sowie Rohrunterzüge, die den Motor vor Beschädigungen schützten. Der Einport-Auspuff war hochgezogen und ließ keinen Platz mehr für den Batteriekasten, weshalb die Batterie in das Lampengehäuse verlegt wurde. Eine Besonderheit, die allerdings nur im Wettbewerb eingesetzt werden durfte, war ein Öltank, aus dem Öl auf die offen laufende Antriebskette tropfte. Das Getriebe war im Vergleich zur Serienausführung kürzer übersetzt, sodass die Höchstgeschwindigkeit bei etwa 100 km/h lag.
Bei der 31. Sechstagefahrt 1956 in Garmisch-Partenkirchen gewannen die drei Werksfahrer von Adler mit dem neuen Motorrad drei Goldmedaillen. Dennoch blieb das Interesse an der Adler-Sixdays, die für 2315,00 DM zum Kauf angeboten wurde, gering. Nur 20 Stück wurden gebaut.

## Adler RS 250
Auf Betreiben von Helmut Hallmeier sen. und Helmut Hallmeier jun. entwickelte Adler ab September 1953 die Rennsportmaschine RS 250. Bedingung war, bei der Konstruktion weitgehend Serienteile der M 250 zu verwenden und dadurch die Kosten möglichst gering zu halten.
Der Motor erhielt einen in der Höhe vergrößerten Einlasskanal und zwei Amalvergaser mit einem Durchmesser von 24 mm. Die serienmäßigen Leichtmetallkolben mit drei Kolbenringen wurden gegen Kolben von Mahle mit zwei Ringen ausgetauscht. Des Weiteren hatte der RS-Motor Zylinderköpfe mit erhöhten Kühlrippen, eine leichtere und fein ausgewuchtete Kurbelwelle, einen muldenförmigen Brennraum zur Erhöhung der Verdichtung (8,5 : 1 statt 6,6 : 1) und Bosch-Magnetzündung statt Batteriezündung. Die Leistung stieg von 18 PS bei 6200/min auf 26,6 PS bei 7500/min.

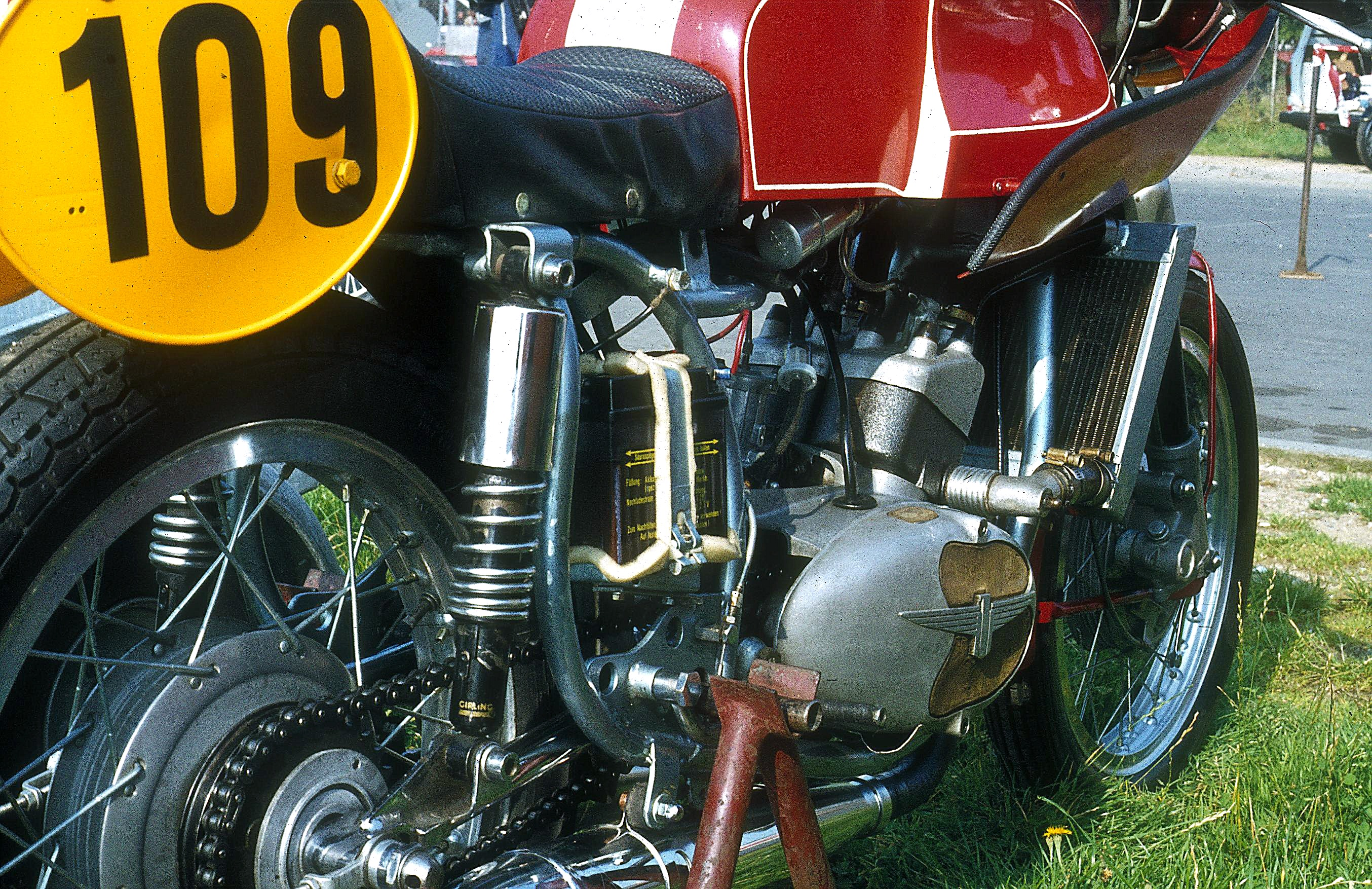
Adler RS 250 mit Wasserkühlung beim Oldtimer-Grand-Prix des AvD am 15. August 1981

Des Weiteren erhielt die RS einen leichten Doppelrohrrahmen mit einfachem Oberrohr und eine Hinterradschwinge, wie sie erst später in die Serie übernommen wurde. Die Vorderradgabel mit geschobener Kurzschwinge ähnelte der Serienausführung. Ansonsten gehörten ein 16-Liter-Alutank, eine Sitzbank und eine Heckverkleidung zu dem Rennmodell mit einem Gewicht von etwa 100 kg. Zur Gewichtsersparnis wurde unter anderem auf einen Kickstarter verzichtet. Als Höchstgeschwindigkeit wurden je nach Übersetzung über 160 km/h erreicht.
Ihren ersten Einsatz hatte diese luftgekühlte Adler 250 RS beim Dieburger Dreiecksrennen am 11. April 1954. Hallmeier jun. gewann das Rennen über 25 Runden bzw. 125 km in 1:04:01,2 Stunden vor dem DKW-Fahrer Karl Lottes. Das entsprach einer Durchschnittsgeschwindigkeit von 117,1 km/h. Seine schnellste Runde fuhr Hallmeier in 2:30,9 Minuten bzw. mit 119,3 km/h. Beim Solitude-Rennen 1954 über 12 Runden (138 km) wurde er hinter den NSU-Werksfahrern Werner Haas und Rupert Hollaus mit rund 4 ½ Minuten Rückstand und einer Durchschnittsgeschwindigkeit von 126,7 km/h Dritter.
Nach diesen und weiteren Erfolgen entschloss sich Adler, zehn RS 250 zu bauen, die Privatfahrern zum Kauf angeboten wurden. Die Maschine kostet 3950,00 DM, etwa doppelt so viel wie die serienmäßige Adler M 250 S.
In den Rennen der Saison 1954 kam es auch zu etlichen Ausfällen der Adler-Maschinen, insbesondere durch unzureichende Kühlung. Daraufhin wurde von Luft- auf Wasserkühlung umgestellt, und zwar mit zwei getrennten Wasserkühlern, die hoch an der vorderen Rahmenschleife angebracht waren. Eine Wasserpumpe wurde nicht gebraucht. Außerdem erhielt die verbesserte Ausführung Vergaser mit 28 mm Durchmesser und die Verdichtung wurde erhöht, sodass die Leistung auf 32 PS bei 8200/min stieg. (Zum Vergleich: Die Leistung der ebenfalls für 4000 DM käuflichen NSU Sportmax lag 1955 bei 28 PS.)
Im Zuge der weiteren Entwicklung wurde die RS auch mit Verkleidung gefahren, zunächst mit der sogenannten Delphinverkleidung, die das Vorderrad offen ließ, und danach mit Vollverkleidung. Der werksunterstützte Einsatz der Adler-Rennmotorräder endete 1956. Danach waren die Fahrer auf sich und ihre Mechaniker allein gestellt, und dennoch wurde Dieter Falk  (1930–2021) aus Freudenberg (Siegerland) 1958 Deutscher Meister der Klasse bis 250 cm³ und Fünfter bei der TT auf der Insel of Man in der Lightweightklasse.
Die Adler RS 250 wurde noch bis in die 1960er-Jahre gefahren, zuletzt mit rund 36 PS bei 8700/min, vergrößertem Kühler, Sechsganggetriebe und vorderen Doppel-Duplexbremsen.

## Technische Daten
|                       | MB 250                                | MB 250 S                              | Sprinter                                       |
| --------------------- | ------------------------------------- | ------------------------------------- | ---------------------------------------------- |
| Motor                 | Zweizylinder-Zweitaktmotor            | Zweizylinder-Zweitaktmotor            | Zweizylinder-Zweitaktmotor                     |
| Hubraum               | 247 cm³                               | 247 cm³                               | 247 cm³                                        |
| Bohrung × Hub         | 54 × 54 mm                            | 54 × 54 mm                            | 54 × 54 mm                                     |
| Verdichtung           | 5,75 : 1                              | 6,6 : 1                               | 6,6 : 1                                        |
| Nennleistung          | 16 PS (11,8 kW) bei 5600/min          | 18 PS (13,2 kW) bei 6200/min          | 18 PS (13,2 kW) bei 6200/min                   |
| Kühlung               | Luftkühlung (Fahrtwind)               | Luftkühlung (Fahrtwind)               | Luftkühlung (Fahrtwind)                        |
| Elektrische Anlage    | 6 V, 60/90 W                          | 6 V, 60/90 W                          | 6 V, 60/90 W                                   |
| Getriebe              | 4-Gang mit Fußschaltung               | 4-Gang mit Fußschaltung               | 4-Gang mit Fußschaltung                        |
| Rahmen                | Doppelrohrrahmen, beiwagentauglich    | Doppelrohrrahmen, beiwagentauglich    | Doppelrohrrahmen, beiwagentauglich             |
| Federung vorn         | Kurzarmschwinge, hydraulisch gedämpft | Kurzarmschwinge, hydraulisch gedämpft | Kurzarmschwinge, hydraulisch gedämpft          |
| Federung hinten       | Geradeweg, hydraulisch gedämpft       | Geradeweg, hydraulisch gedämpft       | Schwinge mit Federbeinen, hydraulisch gedämpft |
| Radstand              | 1260 mm                               | 1260 mm                               | 1335 mm                                        |
| Reifen                | 3,25–16                               | 3,25–16                               | 3,25–18                                        |
| Bremsen               | Trommelbremsen                        | Trommelbremsen                        | Trommelbremsen                                 |
| Leergewicht           | 145 kg                                | 145 kg                                | 170 kg                                         |
| zul. Gesamtgewicht    | 295 kg                                | 295 kg                                | 320 kg                                         |
| Tankinhalt            | 15 l                                  | 15 l                                  | 15 l                                           |
| Höchstgeschwindigkeit | 116 km/h                              | 126 km/h                              | 126 km/h                                       |

Die Reifengrößen sind vorne/hinten beim Modell Sixdays 3.00–19 und 3.50–18, beim Motocross-Modell 2.75–19 und 3.00–19.